# Émilie Busquant
Émilie Busquant, née 3 mars 1901 à Neuves-Maisons (Meurthe-et-Moselle) et morte le 3 octobre 1953 à Alger, est une militante anarcho-syndicaliste, féministe et anticolonialiste française, compagne du leader nationaliste algérien Messali Hadj

## Biographie
D'une famille de neuf enfants, Émilie grandit dans la ville ouvrière de Neuves-Maisons, dans l'est de la France, où son père travaillait dans l'aciérie locale.
Son père était impliqué dans l'anarcho-syndicalisme, et elle est engagée politiquement dès son plus jeune âge.
Émilie Busquant déménage à Paris et travaille dans un grand magasin avant de rencontrer un jeune migrant algérien et militant politique, Messali Hadj. Comme c'était souvent le cas pour les couples de la classe ouvrière, ils emménagent ensemble sans se marier officiellement.
Cette union, dont naîtront deux enfants, a été marquée par un engagement commun envers des causes progressistes et anti coloniales.
Pendant les longs séjours en prison de Messali Hadj, Émilie parle souvent en son nom et utilise sa position de citoyenne française pour mépriser particulièrement l'engagement déclaré de la France à « civiliser » l'Algérie.
Selon Lou Marin, auteur de Albert Camus. Écrits libertaires (1948-1960)  : « L’épouse de Messali, Émilie Busquant, fut anarcho-syndicaliste, fille d’un mineur anarcho-syndicaliste de Lorraine. C’est elle qui a introduit Messali Hadj au milieu anarcho-syndicaliste français. Il se sentait parmi ce milieu comme « chez soi » et a adopté une stratégie d’atteindre l’indépendance d’Algérie en s’alliant avec les courants les plus radicaux du mouvement ouvrier français. »

## Drapeau algérien
Émilie Busquant est réputée avoir cousu et non créé le premier drapeau algérien crée par le Parti du peuple algérien (PPA), selon certains témoignages dont celui de ses enfants Djanina et Ali. Cette paternité de l'emblème national algérien est disputée par Chawki Mostefaï, militant du Parti du peuple algérien.
Selon Benjamin Stora, les couleurs du drapeau algérien sont choisies lors d'une réunion des dirigeants de l'Étoile nord-africaine au domicile de Hocine Benachenhou, dans le 13e arrondissement de Paris, en 1934 ; le drapeau est ensuite confectionné par Émilie Busquant, compagne de Messali Hadj, dans leur logis du 20e arrondissement. Un autre historien, M. Yahia, précise qu'elle en a conçu la forme actuelle et définitive pour les manifestations du 14 juillet 1937, à Belcourt, où il apparaît pour la première fois tel qu'il est resté ; mais le même auteur n'écarte pas d'autres thèses, dont celle qui soutient que le drapeau algérien a été vu pour la première fois au siège parisien de l'Étoile nord-africaine en 1933, sans préciser qui lui a donné sa forme. Quoi qu'il en soit, le 14 juillet 1939, Émilie Busquant, avec Mohamed Khider et Mohamed Douar, défile en tête du cortège organisé par le PPA derrière le drapeau algérien. L'emblème est adopté le 3 avril 1962 par le gouvernement provisoire de la République algérienne (GPRA) et officialisé par la loi du 25 avril 1963.

## Mort et héritage
À la mort d'Émilie Busquant à Alger en 1953, Messali Hadj (en exil en France) n'est pas autorisé à assister à ses obsèques. Un cortège de 10 000 personnes suivit son cercueil, drapé du drapeau algérien, à travers les rues de la capitale algérienne en route vers le port. 
Ses obsèques à Neuves-Maisons le 9 octobre 1953 ont été suivies par une délégation des grands partis de la gauche radicale. Sous surveillance policière, son mari prononce un discours aux peuples algérien et français devant sa tombe, rappelant son militantisme et la déclarant «le symbole de l'union des peuples algérien et français dans leur lutte",  et appelant à « construire une société plus humaine, plus juste où la liberté ne sera pas un vain mot ».
Selon le témoignage de son petit-fils Chakib Belkalafat au quotidien El Khabar, Émilie Busquant a laissé des mémoires.
Émilie Busquant est enterrée (ainsi que leur fils Ali Messali, 1930-2008) dans l'allée de la Lavande du cimetière de Neuves-Maisons en Meurthe-et-Moselle (54230), Lorraine.
Figure longuement oubliée, sa ville natale a érigé une plaque à sa mémoire à l'occasion du cinquantième anniversaire de sa mort en 2003 tandis qu'un documentaire de 2015 du réalisateur Rabah Zanoun présentait pour la première fois son histoire à un public français.
Elle n'est pas reconnue officiellement en tant que militante de la cause nationale pour l'indépendance de l'Algérie[réf. incomplète].